# Callipeltis
Callipeltis é um género botânico pertencente à família Rubiaceae.

## Espécies
Estão descritas 3 espécies:
- Callipeltis cucullaris (L.) DC.
- Callipeltis factorovskyi (Eig) Ehrend.
- Callipeltis microstegia Boiss.